# Sierra de Sandía-Manzano
La Sierra de Sandía–Manzano es un área montañosa que define el borde oriental del valle del río Bravo del centro de Nuevo México. Se encuentran en la retaguardia de Alburquerque, el área metropolitana más grande del estado, y su elevación provee de actividades ecoturísticas a sus habitanties, como el esquí invernal y veranos frescos para escalar o hacer pícnic, esto en contraposición a los desiertos y pastizales en sus faldas. La sierra completa se compone de tres partes, de norte a sur: la sierra de Sandía, la sierra de las Manzanitas y la sierra del Manzano La sierra de las Manzanitas se compone de pequeños cerros que separan la sierra de Sandía de la sierra de los Manzanos.
La sierra de Sandía-Manzano se considera la cordillera importante más oriental en la Provincia geológica de Cuenca y Sierra. Existe un espacio amplio entre ella y la sierra de la Sangre de Cristo, poblada por pastizales y sabanas de mucha menor altura. Las condiciones climáticas son distintas en ambas sierras.
Esta distinción se hace más profunda por especies animales y vegetales que son comunes en la sierra de Sandía-Manzano y otras áreas serranas al sur, pero disminuyen rápidamente en las montañas al norte. Entre éstas se incluye el  encino chaparro, el nopal cuijo, oreganillo, y la cascabel de diamante. Sin embargo, a mayor altura existen elementos bióticos fuertemente más pertenecientes a las Rocallosas.